# 12052 Aretaon
12052 Aretaon este o planetă minoră (asteroid), cu un diametru de 39,151 km, din Asteroid troian al lui Jupiter. A fost descoperită pe 3 mai 1997 la Observatorul European Austral de Eric Walter Elst și a fost numită după Aretaon⁠(d). 
Obiectul prezintă o orbită caracterizată de o semiaxă mare de 5,2397204 UAi, o excentricitate de 0,067, o înclinație de 11,46321 ° în raport cu ecliptica.